# Bhimapurwadi, Chikodi
Bhimapurwadi là một làng thuộc tehsil Chikodi, huyện Belgaum, bang Karnataka, Ấn Độ.